# Natalia Zarembina

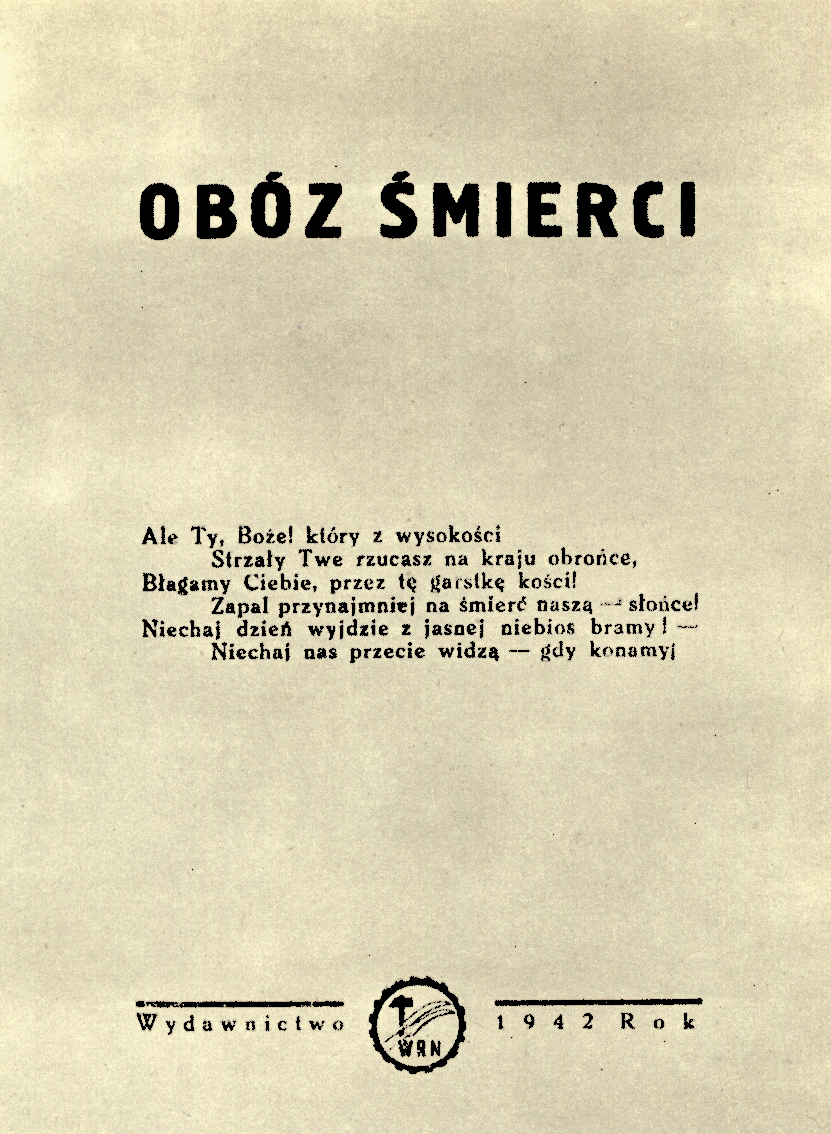
Rapporto cospiratorio sul "Campo della morte" di Auschwitz scritto da Natalia Zarembina nel 1942.

Natalia Zarembina (1895 – Varsavia, 30 aprile 1973) è stata una scrittrice e giornalista polacca, attivista del Partito Socialista Polacco - Libertà, Uguaglianza, Indipendenza, nel Consiglio per l'Aiuto agli Ebrei ed esponente del movimento di resistenza clandestino della Polonia occupata.

## Biografia
Il marito di Zarembina era Zygmunt Zaremba. Nel dicembre 1942, Zarembina pubblicò nella Varsavia occupata il libro Obóz śmierci (Il campo della morte), fu il primo documento scritto sul campo di concentramento tedesco di Auschwitz: conteneva le informazioni basate sulle segnalazioni di rifugiati o persone allontanate dal campo, principalmente Eryk Lipinski (numero del campo 20022), Henryk Świątkowski (numero non identificato) e Edward Bugajski (numero del campo 16929).
Nel 1943 il rapporto fu tradotto in inglese e pubblicato a Londra con il titolo Auschwitz: The Camp of Death. Nel 1944, il libro è apparso con lo stesso titolo a New York. Negli anni 1943-1945 fu pubblicato anche in altre sette lingue. Nel 1946, Zarembina lasciò la Polonia in esilio politico. Ha pubblicato diversi libri sotto lo pseudonimo di "Wita Marcinkowska". Nel 1970, tre anni dopo la morte del marito, morto nel 1967 in Francia, tornò in Polonia. Morì a Varsavia il 30 aprile 1973.
Nel 2005, dopo 60 anni, è stata pubblicata una ristampa del libro su Auschwitz contenente il testo polacco stampato nel 1942 e due traduzioni in inglese. Il libro è stato distribuito agli ospiti delle cerimonie dell'anniversario a Oświęcim nel 2005.

## Opere
- Oświęcim Death Camp, Warsaw (1942), London (1943), New York (1944)
- Poland punishing (1943)
- Kroniki Generalnej Guberni. Historia kraju pod niemiecką okupacją, (1945)[4]
- Russian month (1948)